# 瓦努阿库党
瓦努阿库党（“瓦努阿库”意为“我的土地”）是瓦努阿图的一个左翼政党。该党成立于1971年，当时取名为新赫布里底民族党；1977年，改用现名。1980年7月，该党领袖沃尔特·利尼出任瓦努阿图第一任总理。后来，该党多次执政或参政。

## 人民临时政府

人民临时政府旗帜

1977年11月29日，新赫布里底群岛共管地政府确定新选出的全国代表大会代表，宣布成立过渡政府，任命乔治·卡尔萨考为总理。但是，共管地政府没有同意瓦努阿库党提出的要求，因此瓦努阿库党没有参加全国代表大会，并在全国许多岛屿升起瓦努阿库党旗帜，宣布成立“人民临时政府”，以抵制过渡政府。人民临时政府控制各岛的大部分地区，在主要道路设置路障，共管地政府官员要经过瓦努阿库党控制的区域必须出示通行证；同时设立了自己的行政区划并征税，还占领了许多欧洲人的种植园。1979年，英法政府决定在新赫布里底开展大规模的政治改革，使更多的美拉尼西亚人参加到即将成立的共和国的政治生活中。在这种情况下，作为对英法两国政策做出的友好回应，瓦努阿库党解散了人民临时政府。